# 大质量重子天体强关联星团
大质量重子天体强关联星团（英文：Robust Associations of Massive Baryonic Objects，縮寫：RAMBOs）在天文学上指的是由褐矮星或白矮星组成的暗的大规模的重子天体的稳定集群。是一种暗物质的候选者之一。

## 简介
Moore和Silk在1995年提出了RAMBOs，它的有效半径大约是1-15秒差距，质量范围在10–100,000{\displaystyle M_{\odot }}（太阳质量）。

## 动力
这类天体如果存在将有完全不同于标准的星团的动力模式。所有的棕矮星或白矮星质量都很小，单组分天体演化模拟的模型预测这些RAMBOs蒸发率应该是非常缓慢的，理论上讲它们可以长期存在。Sanchez-Salcedo（1997, 1999）和 Kerins（1997）建议它们可能是星系中聚集成厚盘的暗物质组成部分。